# R-104
R-104 ist ein militärisches Funkgerät sowjetischer Bauart, zu dem u. a. die Geräte-Modifikationen R-104AMS, R-104UM und R-104UMU zählten.

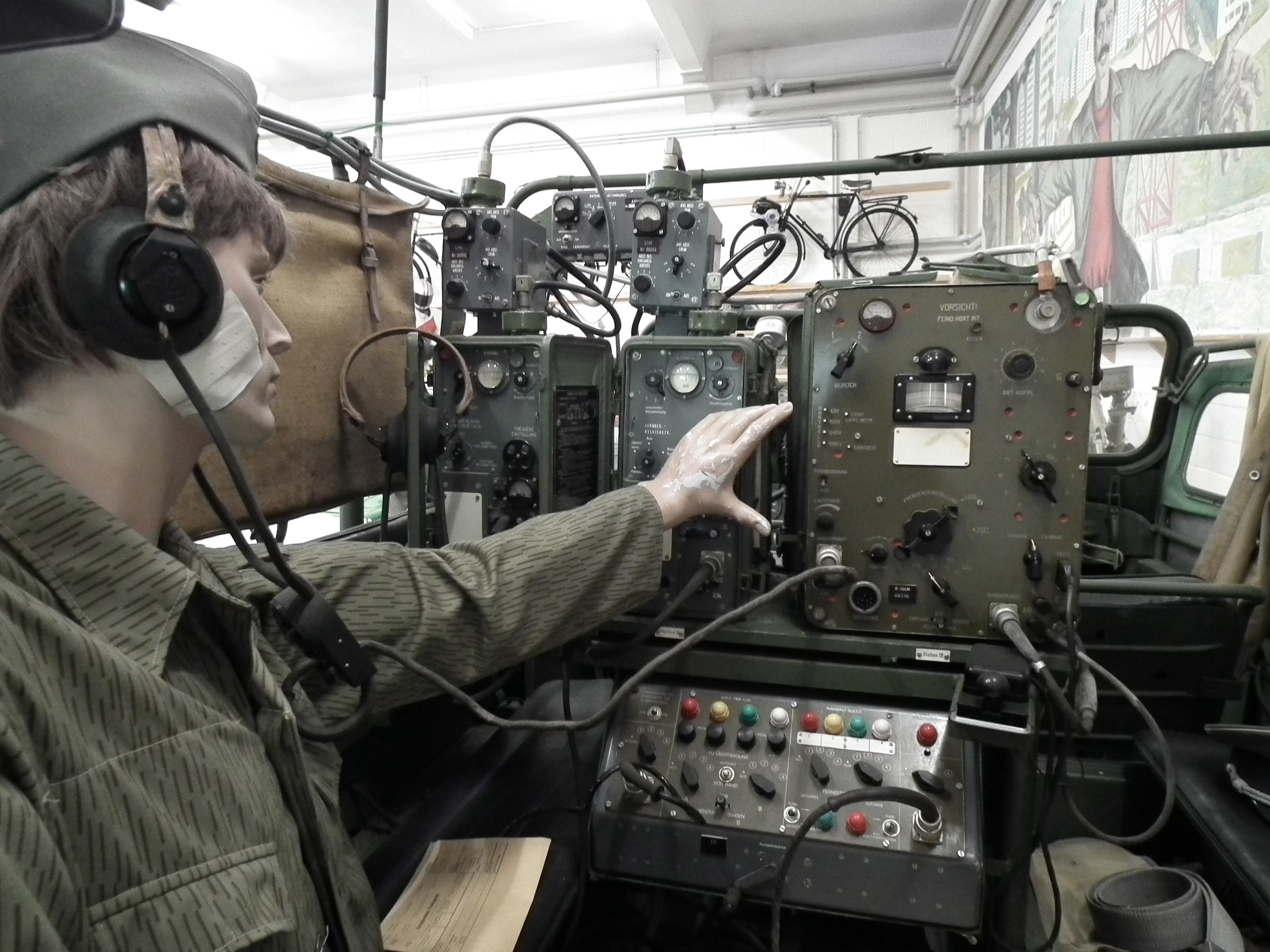
Funk-Gerätesatz GAZ-69 der NVA LaSK:
- 1 × Mobile Landfunkstelle (vorn): R-104, HF
- Mobiler Landfunkdienst
- 2 × Mobile Landfunkstelle (hinten, links): R-105, VHF
- Mobiler Landfunkdienst.

Das Funkgerät wurde in den Betriebsarten Sprech- oder Tastfunk genutzt. Das Gerät wurde ab 1949 in den sowjetischen Landstreitkräften eingeführt, die Zuführung für die Streitkräfte des Warschauer Pakts begann in den 1960er-Jahren.
Die fahrbare Variante, beispielsweise der Landstreitkräfte der NVA, trug die Bezeichnung Funkgerätesatz R-104A in Verbindung mit dem Basisfahrzeug GAZ-69.

## Grundlegende Eigenschaften
- Kurzwellen-Sende- und Empfangsgerät
- Möglichkeit der Fernbedienung über Zweidrahtleitung (z. B.: LFK-9) bis 200 m
- Einsatz z. B. in den Funkgerätesätzen R-104A und R-125[3][4]
- Truppenverwendung: motorisierte Schützentruppen und Panzertruppen

## Technische Daten
- Frequenzbereich: 1,5 bis 2,88 MHz sowie 2,88 bis 4,25 MHz[2]
- Leistung:[2]
  - fahrbar: 20 / 10 W (Telefonie / Morsetelegraphie)
  - tragbar: 3,5 / 1 W (Telefonie / Morsetelegraphie)
- Stromversorgung: 4,8 V
- Masse:[2]
  - Transceiver ohne Zubehör: 21,5 kg
  - komplette Einheit: 39,5 kg
- Antennen:
  - 4-m-Stabantenne
  - symmetrischer Dipol mit 11-m-Teleskopmast